# Kashechewan
Die Kashechewan oder Kashechewan First Nation ist einer der in Kanada als First Nations bezeichneten Indianerstämme. Sie gehören zu den Cree und leben unweit der James Bay, der südlichen Ausbuchtung der Hudson Bay, genauer gesagt am Nordufer des Albany River. Die Gemeinde hat rund 1900 Einwohner und liegt rund 400 km von der nächsten Stadt entfernt.

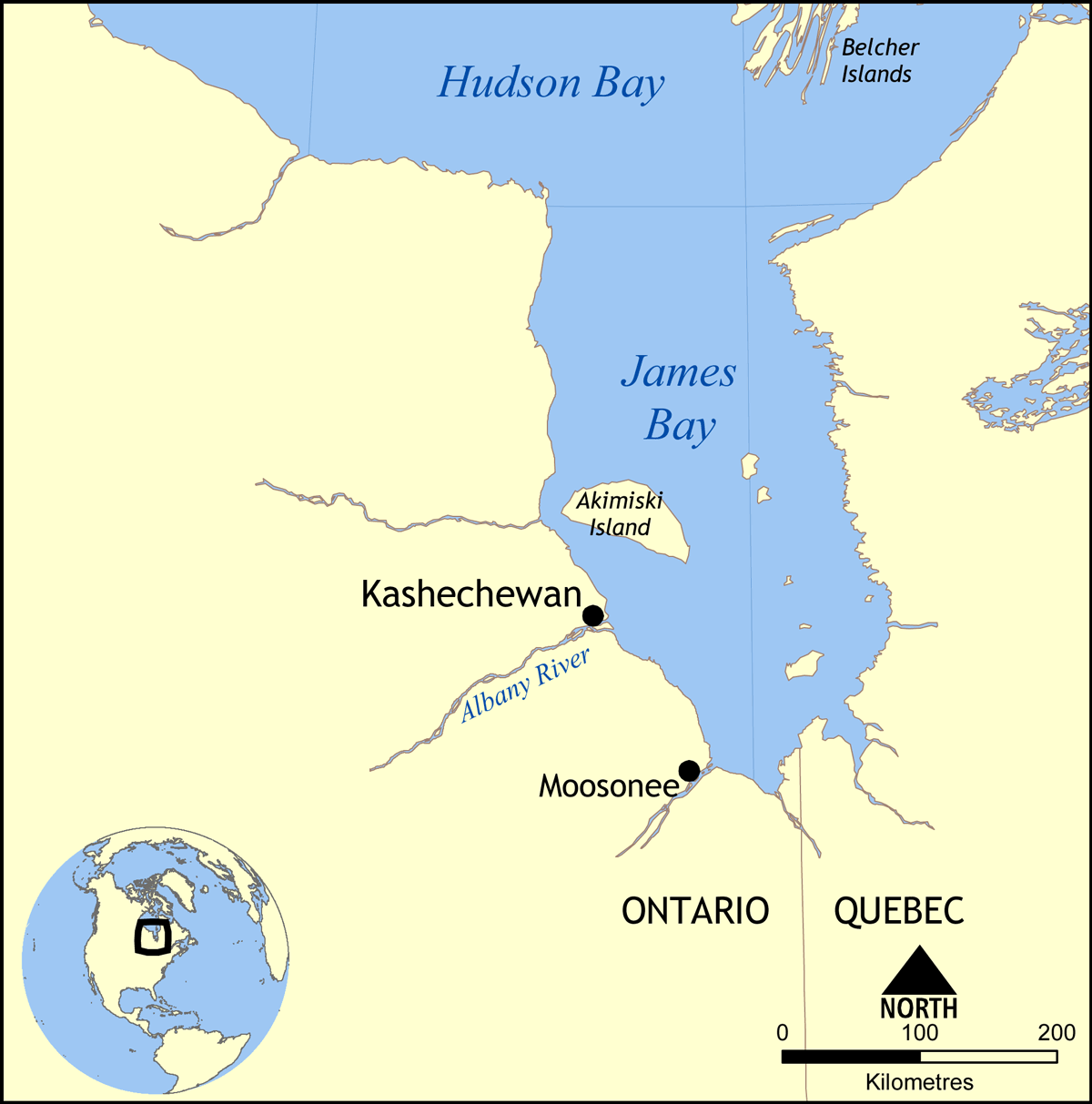
Karte der Region an der James Bay

Auf dem Südufer lebt die Fort Albany First Nation, die gemeinsam mit der Kashechewan First Nation in den 1950er Jahren bei Old Fort Albany gegründet wurde. Das Gebiet ist über winterliche Eisstraßen mit Attawapiskat, Fort Albany und Moosonee verbunden.
Der Name Kashechewan geht auf den von der Gruppe gewählten Namen Keeshechewan zurück – „wo das Wasser schnell fließt“. Durch einen Schreibfehler wurde der Namen zu Kashechewan abgewandelt.
Neben sieben anderen First Nations in Ontario gehört der Stamm zum Mushkegowuk Council, dem lokalen Stammesrat. Dieser wird von der Nishnawbe Aski Nation vertreten, die insgesamt 50 Stämme der von Vertrag 9 betroffenen Stämme im Norden Ontarios vertritt. Diese wiederum gehört den Chiefs of Ontario an.
Häuptling ist seit 2006 Jonathan Solomon, Deputy Chief Philip Goodwin, dazu kommen 12 Stammesräte (councillors) sowie Vertreter für Frauen, Männer und Jugendliche.

## Sprache
Die Sprache gehört zu den Cree-Sprachen. C. Douglas Ellis, Professor für Linguistik an der McGill University sammelte zwischen 1955 und 1965 Legenden, Erinnerungen und Gespräche und veröffentlichte sie zweisprachig. Sie dokumentieren drei Dialekte, den n-dialect (Swampy Cree, gesprochen zwischen der James Bay und dem Norden von Manitoba), den 1-dialect aus der Gegend um Moose Factory und den gemischten n-1 speech, den er Kashechewan Cree nannte.

## Geschichte
1674 gründete die Hudson’s Bay Company Fort Albany, das, sieht man von einer kurzen französischen Episode ab, durchgehend im Besitz der Gesellschaft war. 1965 eröffnete sie einen zweiten Posten in Kashechewan, doch schloss sie Fort Alberni 1987. Unter dem Namen Northern führt die North West Company seitdem die beiden Handelsposten.
1905 entstand durch den Abschluss des Vertrages Nr. 9, der zu den Numbered Treaties zählt, den Nummerierten Verträgen, die die britische Krone und Kanada mit zahlreichen Stämmen schlossen, ein Reservat. Die Bewohner dieses Indian Reserve 67 teilten sich in den 50er Jahren in zwei Gruppen, die Fort Albany und die Kashechewan. Erstere lebt auf der Südseite des Albany River, rund 15 km oberhalb der Mündung in die James Bay. Die rund 900 Angehörigen leben auf dem Festland sowie auf Anderson Island und Sinclair Island. Die Kashechewan leben in der Nähe, aber auf der Nordseite des Flusses.

## Aktuelle Situation

### Medien und Trinkwasserkrise
Landesweit bekannt wurden die Kashechewan im Oktober bzw. November 2005, als mehrere hundert Angehörige des Stammes wegen einer Koliverseuchung des Trinkwassers evakuiert werden mussten. Bereits am 18. Oktober war die massive Verseuchung entdeckt worden – noch am 24. Oktober verneinte das zuständige Indianerministerium jedoch die Notwendigkeit einer Evakuierung. Doch bereits am nächsten Tag veranlasste die Regierung der Provinz, dass rund 800 Stammesangehörige auf mehrere Orte verteilt wurden, um sie medizinisch zu behandeln.
Dabei kam an die Öffentlichkeit, dass der Stamm bereits seit zwei Jahren angewiesen war, sein Trinkwasser abzukochen, obwohl die Wasserversorger erst 1998 eine entsprechende Neuanlage eingerichtet hatten. Health Canada entdeckte dabei mangelnde Ausbildung der Betreiber, aber auch erhebliche Gesundheitsprobleme, und deckte einen Grad der Verelendung auf, der die kanadische Öffentlichkeit aufschreckte.
Bereits 2001 hatte eine Untersuchungskommission der Ontario Clean Water Agency, die vom Department of Indian Affairs and Northern Development und der Ontario First Nations Technical Services Corporation mitfinanziert worden war, festgestellt, dass bei 62 First Nations in Ontario erhebliche Mängel bestanden.
Zwei Jahre später berichteten Gilles Bisson und Parlamentsmitglied Charlie Angus über die später so genannte Walkerton Tragedy. Danach waren von bakterienbedingten Erkrankungen rund 40 % der dortigen Bevölkerung betroffen. Von April bis Oktober 2005 musste sogar Trinkwasser eingeflogen werden, um die Kashechewan zu versorgen.

### Überschwemmung
Die monatelang im Blickpunkt der Öffentlichkeit stehende Gemeinde wurde durch weitere Ereignisse zum Symbol für die lange Vernachlässigung dieser ländlichen Gemeinden. Im April 2006 geriet sie nämlich abermals in diesen Blickpunkt, als die Gemeinde erneut – diesmal wegen einer Überschwemmung – evakuiert werden musste. Sie hätte schon längst umgesiedelt werden sollen, beschwerte sich im Juni Häuptling Leo Friday.

### Selbstmordrate
Abermals 2007 geriet Kashechewan in den Fokus der Medienöffentlichkeit. Am 7. Februar 2007 berichtete The Star, allein im Januar hätten 21 Jugendliche, die jüngste eine Neunjährige, versucht, Selbstmord zu begehen. Untersuchungen stellten fest, dass die Selbstmordrate, besonders unter Jugendlichen, in den Gemeinden der First Nations mehr als dreimal so hoch war wie in nicht-indigenen Gemeinden. Dabei war die Rate unter Jugendlichen im Norden Labradors und in Alberta noch erheblich höher.
Am 30. Juli 2007 unterzeichnete die kanadische Regierung ein Abkommen, das der Gemeinde 200 Millionen Dollar zukommen lassen soll, um die Infrastruktur herzustellen, Häuser wieder aufzubauen, einen zerstörten Deich zu reparieren. Von der Umsiedlung hat man inzwischen Abstand genommen.
Damit wäre einer der beiden Gründe, warum die Selbstmordrate in indigenen Gemeinden so hoch ist, zumindest in Angriff genommen, nämlich die wirtschaftlichen Probleme. Das andere Problem, das wohl zu diesem Verhalten beiträgt, ist die bis weit in die frühere Kolonialphase reichende kulturelle Entwurzelung und die Angriffe auf Selbstbestimmung und persönliche Identität – so jedenfalls sah es 1995 die Royal Commission on Aboriginal People.
Dass der öffentliche, von den Medien maßgeblich geführte Diskurs selbst ein Machtmittel darstellt, indem er immer wieder Stereotype aus der Kolonialzeit ausnutzt, um Schuld und Zuständigkeit, Fähigkeit und Unfähigkeit, Gesundheit und Krankheit zuzuweisen, wird bisher nur selten kritisiert.

### Vertrag mit De Beers
Chief Jonathan Solomon unterzeichnete nach fünfjährigen Verhandlungen zusammen mit Chief Andrew Solomon von der Fort Albany First Nation einen Vertrag mit dem Diamantenunternehmen De Beers Canada Inc. Dieses so genannte Impact Benefits Agreement bietet im Zusammenhang mit der Ausbeutung der seit Januar 2008 eröffneten Victor-Mine auf dem gemeinsamen Reservatsland Indian Reserve No. 67 Arbeits- und Ausbildungsplätze für die Indianer der beiden Stämme. De Beers seinerseits hatte bereits ähnliche Verträge mit der Attawapiskat First Nation im November 2005 und mit der Moose Cree First Nation im September 2007 geschlossen. Als besonders kompliziert erwiesen sich die Verhandlungen um die Verhinderung und gegebenenfalls Kompensation möglicher Umweltschäden, die Unterstützung der Gemeinden und ihrer kulturellen Praktiken und den Ausgleich für negative Auswirkungen auf das traditionelle Gebiet und den Lebensstil. Die zeremonielle Bestätigung des Vertrags fand am 1. Dezember 2009 statt. Die Mine ist die erste Diamantenmine des Konzerns in Kanada und die zweite außerhalb Afrikas, wie De Beers berichtet. 2009 waren 42 % der Angestellten der Mine Angehörige der fünf First Nations, mit denen das Unternehmen Verträge abgeschlossen hat. Die Mine bietet 400 feste Arbeitsplätze und verarbeitet jährlich 2,7 Millionen t Gestein bei einer Ausbeute von 600.000 Karat. Man erwartet ein GDP von 6,7 Milliarden Dollar, davon allein 4,2 für den Norden Ontarios.